# József Nagy (fotbollsspelare)
József Nagy, född 21 oktober 1960 i Nádasd, är en ungersk före detta fotbollsspelare (mittfältare) som ingick i Ungerns spelartrupp vid världsmästerskapet i fotboll 1986. Han spelade för Szombathelyi Haladás.